# Uloborus plumipes
Espèce
Synonymes
- Uloborus costae Thorell, 1858
- Orithya gnava Blackwall, 1865
- Uloborus signatus O. Pickard-Cambridge, 1876
- Uloborus niloticus Simon, 1884
- Uloborus pictiventris Simon, 1890
- Uloborus niveivestis Simon, 1893
- Uloborus americanus javanus Kulczyński, 1908

Uloborus plumipes est une espèce d'araignées aranéomorphes de la famille des Uloboridae.

## Distribution

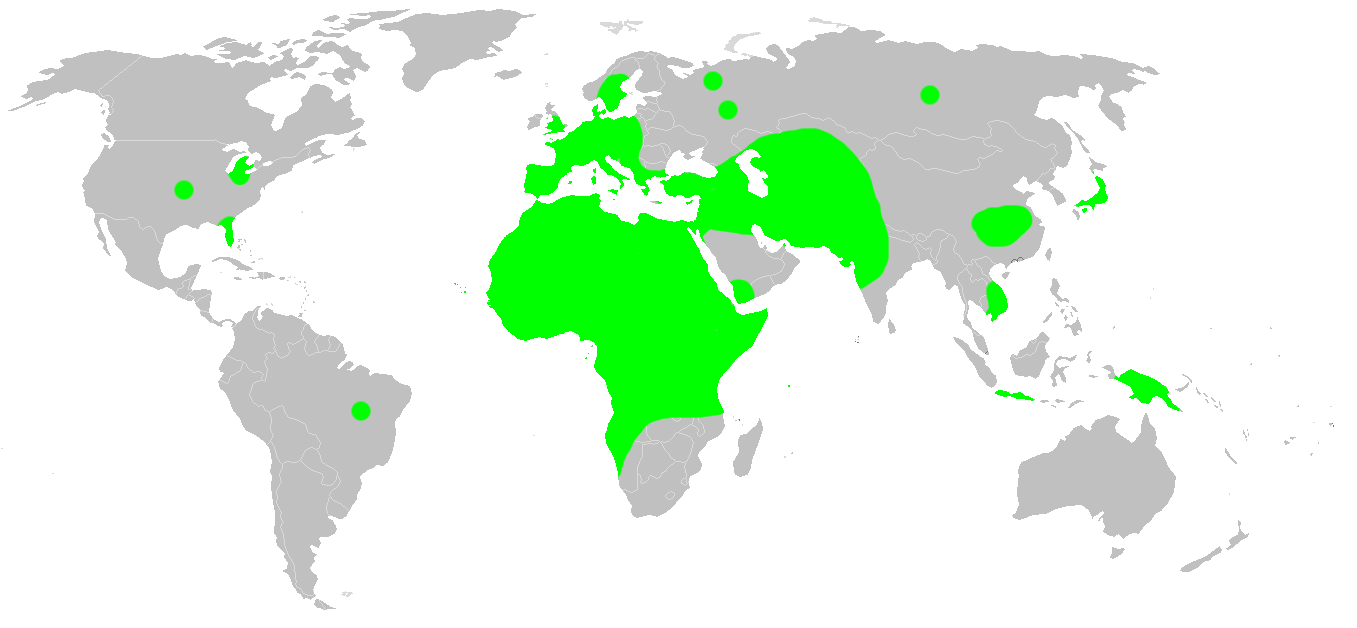
Distribution

Cette espèce se rencontre en Europe, en Afrique, en Asie et en Argentine.

## Description

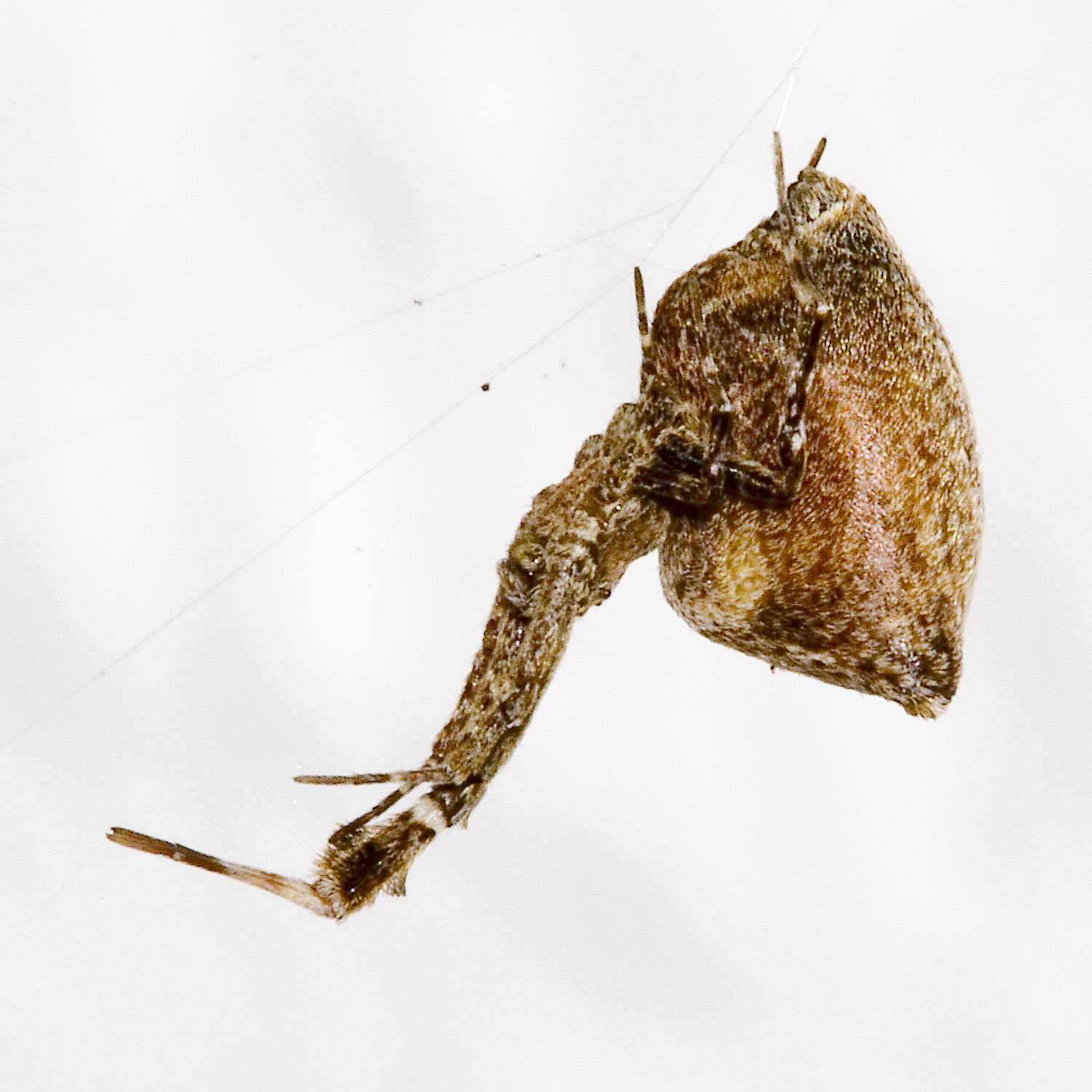
Uloborus plumipes

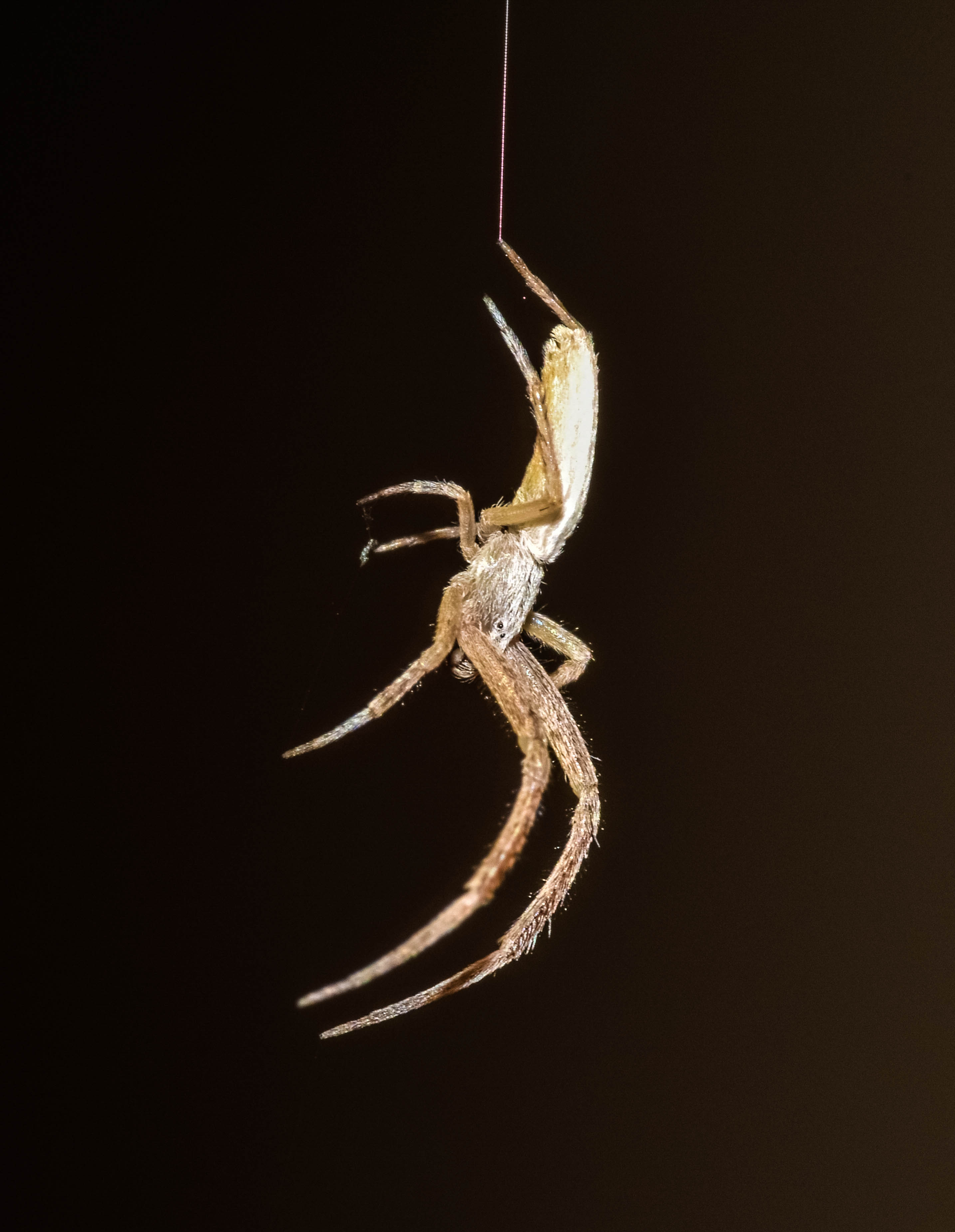
Uloborus plumipes

Les mâles mesurent de 3 à 4 mm et les femelles de 4 à 6 mm.

## Liste des sous-espèces
Selon World Spider Catalog (version 19.0, 06/04/2018) :
- Uloborus plumipes javanus Kulczynski, 1908
- Uloborus plumipes plumipes Lucas, 1846

## Publications originales
- Lucas, 1846 : Histoire naturelle des animaux articulés. Exploration scientifique de l'Algérie pendant les années 1840, 1841, 1842 publiée par ordre du Gouvernement et avec le concours d'une commission académique. Paris, Sciences physiques, Zoologie, vol. 1, p. 89-271.
- Kulczyński, 1908 : Araneae musei nationalis Hungarici in regionibus Indica et Australia a Ludovico Biro collectae. Annals Historico-Naturales Musei Nationalis Hungarici, vol. 6, p. 428-494 (texte intégral).